# Kim Seong-eun
Kim Seong-eun (김성은?; Seul, 30 ottobre 1976) è un'ex cestista sudcoreana.

## Carriera
Con la Corea del Sud ha disputato i Campionati mondiali del 1998.